# Білі (Фінляндія)

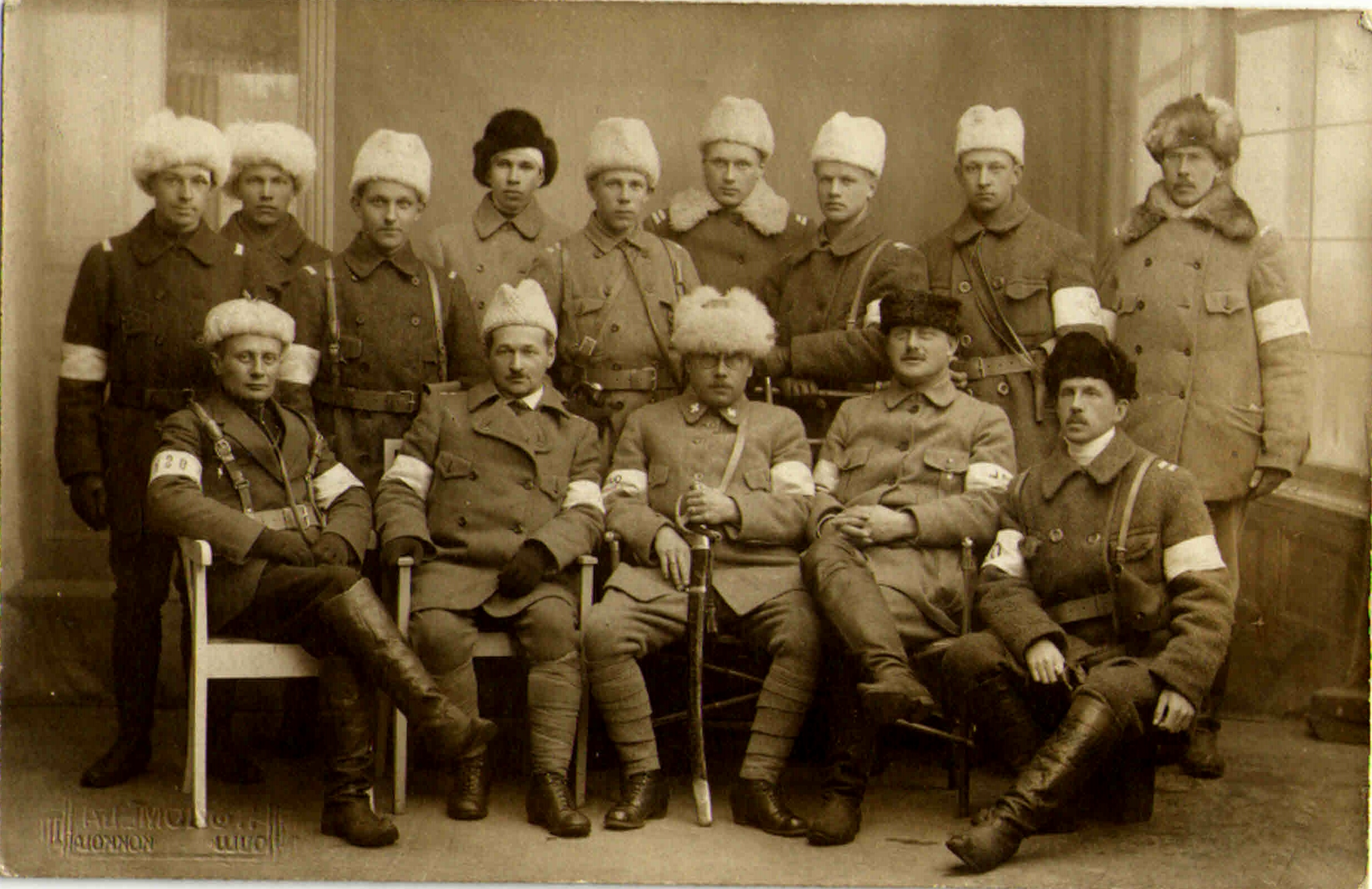
Оулу. 1918 рік

Білі (фін. valkoiset — «білі люди») — учасники громадянської війни у Фінляндії в 1918 році на боці національного уряду, антикомуністичних і антирадянських сил. Були організовані в Охоронний корпус Фінляндії та єгерський рух. Термін «білі» в Фінляндії виник за аналогією з Білим рухом у ході Громадянської війни в Росії й протиставлявся червоногвардійцям (punaiset або, зневажливо, punikki). Здобули перемогу у військовому протистоянні 1918 року.
Термін «білофіни» виник у Радянській Росії та використовувався, в тому числі в СРСР, в негативному контексті радянською пропагандою, а також цілком нейтрально радянською історичною літературою.

## Фінські білі

### Передісторія
Вперше проявлятися національні фінські збройні формування в Російській імперії почали у квітні 1902 року, коли у Великому князівстві Фінляндському почалися заворушення через примусовий набір у Російську імператорську армію. У Гельсінкі були створені загони самооборони для підтримання порядку й захисту від репресій. Ці загони були національним ополченням без соціально-класового акценту (в них брали участь як робітники, так і представники середнього класу). Однак трохи пізніше, під час революції 1905 року у фінських збройних загонах вже почали з'являтися соціально-політичні розбіжності. 2 серпня 1906 на Гельсінському ринку Хакканіементорі відбулися зіткнення між червоногвардійцями Йохана Кока і націоналістичними добровольцями Дідріка фон Ессена, які захищали порядок і приватну власність. Останні стали прообразом майбутнього Охоронного корпусу Фінляндії («Шюцкора»).

### Виникнення
Після Лютневої революції в 1917 році у Фінляндії почалося інтенсивне формування збройних ополчень. У цей період з самого початку почали проявлятися соціально-політичні розбіжності. У південних містах країни формувалася фінська Червона гвардія, яка складалася з лівих соціалістів, пов'язаних з російськими більшовиками. У провінціях праві кола, буржуазія, власницьке селянство організовувалися в Охоронний корпус Фінляндії («Шюцкор»). Спочатку Гельсінкі та інші промислові міста півдня країни (Турку, Виборг, Тампере), а також Оулу опинилися під контролем червоних.
Основу фінської білої армії склали професійні військові, добровольці Охоронного корпусу Фінляндії та бійці руху єгерів. Вищим політичним керівником був голова Сенату Фінляндії Пер Евінд Свінгувуд, військове командування очолив колишній генерал-лейтенант Російської імператорської армії Карл Густав Еміль Маннергейм, значну роль грали Лаурі Мальмберг, Вільхо Ненонен, Курт Мартті Валленіус, Ганс Калм, Арві Калста та інші.

Початкова лінія фронту і наступ сторін на початку лютого (червоним кольором позначена територія, зайнята червоними, синім — зайнята білими, в тилу обох сторін — оточені міста)

У перші місяці 1918 року до білих приєдналися десятки тисяч людей, що підтримували праві політичні сили перед загрозою «радянізації Фінляндії». У соціальному плані цивільні білі зазвичай належали до селянства фермерського типу (типовий приклад — сімейство Косол), землевласників (Саарі), середнього класу (Гаарла, Сіппола), фіноманської інтелігенції (Кайла, Вуорімаа), лютеранського кліру (Сімойокі), іноді до криміналізованих (Фром) і маргінальних (Ееролайнен) верств. Менше представників було від селян-орендарів, і ще менше — робітників. Це було пов'язано з тим, що під контролем червоних на початку 1918 року були великі міста південної Фінляндії, тоді як білі переважали в сільській місцевості центру і півночі.
Білі виступали під гаслами правопорядку, захисту власності та національної незалежності. Останнє зіграло особливо важливу роль — червоні сприймалися як сила, тісно пов'язана з Радянською Росією і покликана зберегти Фінляндію під російською владою.

### Соціальна статистика
Статистичне уявлення про соціальний склад білих дає дослідження сучасного військового історика Алі Пюльккянена.
За його даними, найбільшою групою бійців Шюцкора були селяни — близько 44 %.
Другою за чисельністю була частина представників «низів середнього класу» (дрібні підприємці, рибалки, що працюють за наймання, інтелігенція, держслужбовці нижньої ланки, обслуговчий персонал церков, рядові поліціянти, поштові працівники, пожежники, медбрати і медсестри) — приблизно 33 %.
Далі йшли «верхи середнього класу» (середні підприємці, чиновники та землевласники, юристи, священники, лікарі, інженери, журналісти, капітани суден) — 16,5 %.
Робітники становили понад 5 %.
До еліти (вище чиновництво, великі підприємці та менеджери, генералітет і офіцерство, єпископат, депутатський корпус, діячі науки й культури) належали понад 1,2 %.
Ці підрахунки умовні. Існують і інші дані, оскільки соціальні категорії «середній клас» і «селянство» часто перетинаються, не відомо положення студентства, до уваги не береться частка маргінальних верств. Однак загалом дані Пюльккянена вважаються правильними. Частка селян у білих військах приблизно відповідала їх відносної чисельності в населенні країни, в той же час частка робітників була нижчою майже в три рази.

### У війні
З кінця січня по середину березня 1918 року білі формування перебували в обороні. У наступні два місяці вони розгорнули масовий контрнаступ. Історики зазначають, що білі мали суворішу дисципліну в порівнянні з червоногвардійцями. Влада офіцерів була незаперечною, дезертирство каралося смертю, тоді як у червоних практикувалася виборність командного складу, рядовий склад відрізнявся плинністю. Позначався командний досвід у кадровій армії (царській, кайзерівській та шведській), які мали багато офіцерів Шюцкора, фінських єгерів, а також командний склад з-поміж шведських добровольців (офіцерів, унтерофіцерів і солдатів шведської армії), що стали вищим і середнім командним складом білої фінської армії. Шведські офіцери займали ключові позиції як командири підрозділів білого фінського війська, а також в штаб-квартирі фінської армії. Фінська артилерія була побудована повністю під шведським командуванням. Це значною мірою визначило результат війни.
Вирішальною битвою фінляндської громадянської війни став бій за Тампере, в якому шюцкоровці, єгері і шведські добровольці завдали червоногвардійцям рішучої поразки. 6 квітня 1918 року білі взяли Тампере.
Також вирішальною стала німецька інтервенція в Фінляндію на стороні білого фінського війська.
Після укладення 3 березня 1918 року Брест-литовського миру Фінляндія стала союзницею кайзерівської Німеччини. Вже через два дні, 5 березня, німецький флот прибуває до Аландських островів та німецькі війська до кінця травня поступово замінюють шведські війська, які висадилися в лютому на островах. Острови стають базою для німецької інтервенції в Фінляндію. 3 квітня Німеччина безперешкодно направила в Ханко висадку свого експедиційного корпусу, чисельністю 9500 осіб під командуванням генерала Рюдігера фон дер Гольця, які стали просуватися до Гельсінкі. 7 квітня в Ловійса висадився німецький загін Отто фон Брандштейна чисельністю 2500 солдатів, який прибув з Ревеля. Після цього положення червоних ще більше ускладнилося. Всього кількість німецьких солдатів у Фінляндії складала 14000—15000 осіб. Боєздатність німецьких військ була незрівнянно кращою, ніж у противника. Німеччина навіть не зробила жодної заяви з приводу початку бойових дій проти червоної Фінляндії, оскільки вважала червоних невмілими та слабкими бунтівними загонами, що стоять на шляху німецьких планів.

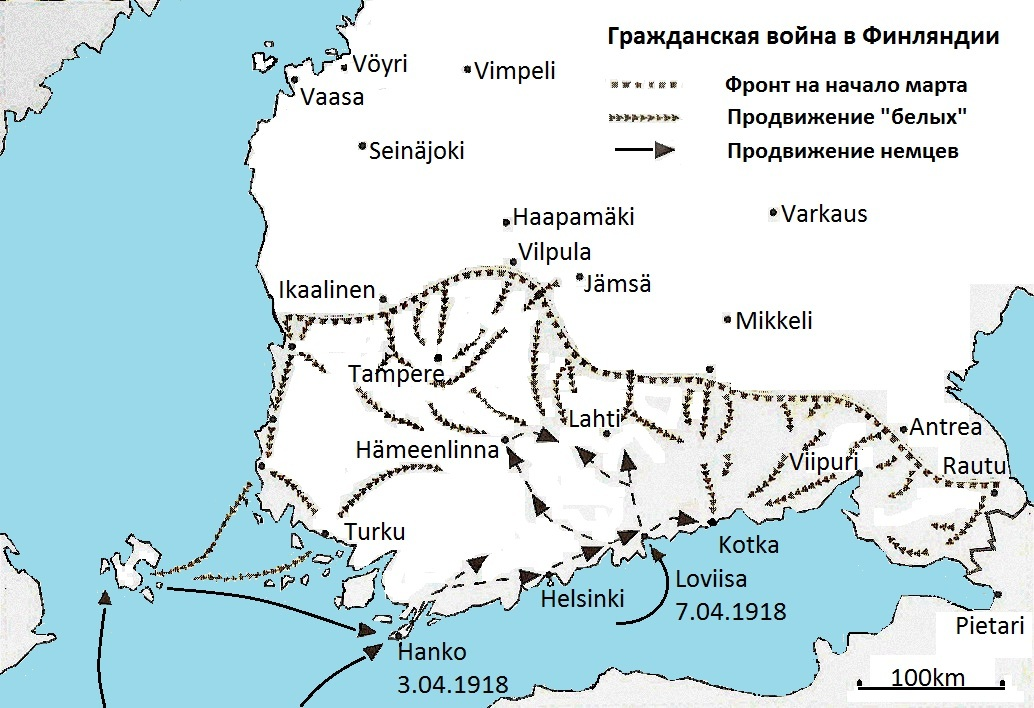
Просування військ під час війни

12—13 квітня німецькі війська із загонами Шюцкора легко завоювали Гельсінкі та вже на наступний день (14 квітня) провели парад, передавши місто представникам фінського Сенату. 19 квітня німецька бригада з Ловійса захопила Лахті та перерізала сполучення між західним і східним угрупованнями червоних. 21 квітня був узятий Хювінкя, 22 квітня — Рійгімякі, 26 квітня — Гямеенлінна. Вночі 26 квітня червоний уряд Фінляндії втікав через море з Виборга до Петрограда. Громадянська війна в Фінляндії була фактично закінчена. Німецькі війська значно прискорили перемогу білих і скоротили час війни, але це призвело до попадання Фінляндії у сферу впливу кайзерівської Німеччини.
29 квітня був взятий Виборг, останнє місце розташування червоних на території Фінляндії. Масові розстріли у взятому місті увійшли в історію як Виборзька різанина. 16 травня 1918 року вважається в Фінляндії днем закінчення війни.
Бойові втрати білих склали 3,4 тисячі осіб, значно менше, ніж втрати супротивника.
Білі формування виявляли не тільки завзятість на фронтах, але й жорстокість у білому терорі. Білі розстріляли понад 7 тисяч червоногвардійців, які здалися в полон, понад 11 тисяч загинули в післявоєнних таборах. Є документально не підтверджені оцінки в 30 тисяч убитих.
Багато учасників фінського Білого руху стали після громадянської війни великими політиками, державними діячами та воєначальниками. Багато шведських добровольців з-поміж офіцерів залишилися у Фінляндії та склали основу фінських збройних сил. Командувач білої фінської армії Карл Густав Еміль Маннергейм згодом став регентом Королівства Фінляндія (з грудня 1918 по червень 1919 року), президентом державного комітету оборони Фінляндії (з 1931), верховним головнокомандувачем армії Фінляндії (з 1939), президентом Фінляндії (з серпня 1944 по березень 1946 року). Боєць Партизанського полку Каяані Урго Кекконен впродовж тривалого часу був головою парламенту (1948—1950), прем'єр-міністром (у 1950—1953 і 1954—1956 роках), одночасно в 1950—1951 роках міністром внутрішніх справ, в 1952—1953 і 1954 роках міністром закордонних справ і в 1956—1981 роках президентом Фінляндії.

## Термін «білофіни»
Термін «білофіни» у совєцькій пропаганді, історичній літературі та публіцистиці застосовувався для позначення представників керівних класів і їхніх прихильників, які перемогли у громадянській війні у Фінляндії, що нарекли на країну білий терор і становлять загрозу для Радянської Росії та СРСР. Особливо активно це ідеологічне кліше застосовувалося під час Радянсько-фінських воєн 1918—1920, 1921–1922, 1939–1940 і 1941–1944 років щодо збройних сил Фінляндії, Шюцкора і державно-політичного керівництва країни.
У самій Фінляндії, починаючи з громадянської війни 1918 року й до теперішнього часу, часто вживається терміні «valkoiset» («білі»), який використовується для позначення демократичних сил, прихильників фінського Сенату, що протистояли фінським «червоним» («punaiset» або, зневажливо, «punikki»), в тому числі загонам фінської Червоної гвардії («Punakaarti»), а для позначення жорстокостей, проявлених фінськими «білими» в ході та після закінчення бойових дій, використовується термін «valkoinen terrori» («білий терор»).
На думку низки сучасних дослідників, термін білофіни є навмисним «винаходом» радянської пропаганди. Зокрема, Лев Гудков вважає, що за способом утворення термін є характерним для конспірологічної свідомості контамінацій негативного компонента (елемента семантики ворога) з нейтральним поняттям тієї групи, на яку спрямована ідеологічна агресія. Поєднуючи в такий спосіб «білогвардійців» з «фінами» (а так само поляками, естонцями — в аналогічних конструкціях «білополяки», «білоестонці»), термін викликав у пам'яті масового радянського слухача алюзії часів Громадянської війни в Росії та дозволяв представити напад на Фінляндію як визвольний похід, а опір радянському вторгненню національною фінською армією — як армію експлуататорів, ворогів власного трудового народу. На думку Л. Д. Гудкова, реального смислового навантаження термін не мав і був, по суті, абсолютно безглуздим. Погоджувався з Левом Гудковим і Володимир Нєвєжин. На думку збирача радянського табірного фольклору Жака Россі, термін «вигаданий радянською пропагандою як шовіністична лайка, яка, однак, не повинна була бути образливою для лояльних фінів (пор. „сіоніст“ замість „жид“)».
Іншими дослідниками термін використовується як історичний і цілком нейтральний (пор. «білочехи», протиставлення «червоні козаки — білокозаки»), особливо в порівнянні з терміном «лагтарі» («lahtari», буквально — «м'ясник»). Останній спочатку використовувався фінськими «червоними» й місцевим населенням (особливо в Карелії) стосовно «білофінів» внаслідок масового терору під час фінської громадянської війни. Пізніше термін «лахтарі» широко зустрічався у військово-мемуарній літературі стосовно «білофінів» через жорстокі методи тортур червоних, які потрапили в полон (в тому числі червоноармійців), а також розправ над місцевим населенням, які хоча б якось їм допомагали.